# Underlay-Netz

Beispiel eines Overlay-Netzwerks basierend auf einem Underlay-Netzwerk

Ein Underlay-Netz ist ein Logistiknetz, welches dafür zuständig ist,  Bitpakete zu dem Verbraucher, der die Daten benötigt, weiterzuleiten. Das Underlay-Netz ist die physische Infrastruktur, über der das Overlay-Netz aufgebaut ist. Es ist das zugrunde liegende Netz, das für die Zustellung von Paketen über Netze hinweg verantwortlich ist.⁣ Man bezeichnet das Underlay-Netz auch oft als Netzinfrastruktur.
Hauptmerkmale eines Underlay-Netzes sind:
- (logisches/physisches) Netz unterhalb des Overlay-Netzes
- Underlay-Netze bieten gewissermaßen den Service für das Overlay-Netz[1]

Das Underlay-Netz wird daher zum Aufbau eines Overlay-Netzes benötigt. Dies wiederum wird benötigt, um eine zusätzliche Topologie (physikalisch, logisch, strukturell …) aufzubauen.

## Einsatzgebiet
Außerdem wird das Underlay auch für den Aufbau von SD-WANs benutzt. Über ein SD-WAN kann man mehrere Underlay-Netzwerke gleichzeitig nutzen. Auf diese Weise kann sich die Leistung und die Zuverlässigkeit eines Netzwerks verbessern. Dies kann der Bericht Network Transformation in Deutschland 2021 der Analysten von IDC bestätigen.